# Dekanat
Ett dekanat är en enhet inom katolska kyrkan och flera anglikanska kyrkor, inklusive Engelska kyrkan. Ett dekanat utgör en mellannivå mellan församling och stift och leds av en dekan. Motsvarande enhet i Svenska kyrkan kallas kontrakt, som leds av en kontraktsprost. Ett annat synonymt begrepp är prosteri.

## Romersk-katolska kyrkan
Inom den romersk-katolska kyrkan har dekanen en personell och administrativ tillsynsfunktion gentemot dekanatets församlingar. I vissa stift genomförs dekanatsförsamlingar där de anställda träffas för vidareutbildning och idèutbyte. Det finns dock katolska stift där dekanaten avskaffas, exempelvis Basels stift.

## Svenska kyrkans fria synod
Inom Svenska kyrkans fria synod betecknar begreppet dekanat organisationen på regional nivå.